# Эрика (тропический шторм)
Тропический шторм Эрика — пятый тропический циклон атлантического сезона ураганов 2015 года.
Тропический шторм вызвал серьёзные разрушения в Доминике. Премьер-министр Доминики Рузвельт Скеррит выразил мнение, что в результате разрушительного воздействия урагана страна отброшена в развитии на 20 лет назад.

## Метеорологическая история
20 августа 2015 года Национальный ураганный центр США обнаружил недалеко от атлантического побережья Африки тропическую волну. Быстро перемещаясь на запад и в тот же день пройдя через Кабо-Верде, волна постепенно приобрела силу тропического циклона. Средствами дистанционного зондирования атмосферы 25 августа была определена скорость ветра, циклон был классифицирован как тропический шторм и получил имя «Эрика» (англ. Erika). В это время эпицентр шторма находился в 1535 км к востоку от Подветренных островов.